# Future Earth
Future Earth, Tương lai Trái Đất, hay Trái Đất Tương lai, còn gọi là Nghiên cứu về Phát triển Bền vững Toàn cầu, là chương trình nghiên cứu quốc tế kéo dài 10 năm nhằm mục đích xây dựng kiến thức về các khía cạnh môi trường và con người trong thay đổi toàn cầu và tìm giải pháp cho sự phát triển bền vững. Nó nhằm mục đích tăng tác động của nghiên cứu khoa học đối với sự phát triển bền vững.
Tương lai Trái Đất là một chương trình nghiên cứu liên ngành, kết hợp các ngành khoa học tự nhiên và xã hội, cũng như nhân văn, kỹ thuật và luật pháp, và tập trung vào thiết kế và sản xuất nghiên cứu cùng với các bên liên quan từ bên ngoài cộng đồng khoa học.

## Nhiệm vụ và nguyên tắc
Nhiệm vụ của chương trình Trái Đất Tương lai là "xây dựng và kết nối kiến thức toàn cầu để tăng cường tác động của nghiên cứu và tìm ra những cách mới để tăng tốc phát triển bền vững". Tầm nhìn của nó là "mọi người phát triển mạnh trong một thế giới bền vững và công bằng". Để làm điều này, Trái Đất Tương lai nhằm mục đích huy động cộng đồng quốc tế của các nhà nghiên cứu khoa học môi trường toàn cầu để:
- Truyền cảm hứng và tạo ra khoa học liên ngành liên quan đến những thách thức lớn về bền vững toàn cầu
- Cung cấp các sản phẩm và dịch vụ mà xã hội cần để đáp ứng những thách thức này
- Đồng thiết kế và đồng sản xuất khoa học, kiến thức và đổi mới theo định hướng giải pháp để phát triển bền vững toàn cầu

## Lịch sử
Chương trình Trái Đất Tương lai ra mắt vào tháng 6 năm 2012 tại Hội nghị Liên Hợp Quốc về Phát triển bền vững (Rio + 20).
Một tập đoàn phân phối toàn cầu đã được chỉ định làm Ban thư ký Trái Đất Tương lai vào tháng 7 năm 2014, với các văn phòng tại Montreal (Canada), Stockholm (Thụy Điển), Colorado (Mỹ), Tokyo (Nhật Bản) và Paris (Pháp). Giám đốc điều hành là Amy Luers.

## Các dự án
Nghiên cứu khoa học và tổng hợp trong Trái Đất Tương lai được thực hiện bởi một số mạng lưới quốc tế, được gọi là 'dự án nghiên cứu toàn cầu', nhiều dự án đã được triển khai dưới sự bảo trợ của bốn chương trình thay đổi môi trường toàn cầu hiện tại, Chương trình Quốc tế về Khoa học Đa dạng Sinh học "Diversitas", Chương trình Địa quyển-Sinh quyển Quốc tế (IGBP, International Geosphere-Biosphere Programme), Chương trình Kích thước Con người Quốc tế (IHDP, International Human Dimensions Programme) và Chương trình Nghiên cứu Khí hậu Thế giới (WCRP, World Climate Research Programme). Một số dự án tiếp theo phát sinh từ Đối tác Khoa học Hệ thống Trái Đất (ESSP, Earth System Science Partnership). Một quy trình chính thức để liên kết các dự án này vào Trái Đất Tương lai bắt đầu vào năm 2014.
- AIMES (Analysis, Integration and Modelling of the Earth System)
- bioDISCOVERY
- bioGENESIS
- CCAFS – Climate Change, Agriculture and Food Security, a collaboration among the CGIAR Consortium of International Agricultural Research Centers
- oneHEALTH
- ecoSERVICES
- ESG – Earth System Governance
- GCP – Global Carbon Project
- GLP – Global Land Project
- GMBA – Global Mountain Biodiversity Assessment
- GWSP – Global Water System Project
- IGAC – International Global Atmospheric Chemistry
- IHOPE – Integrated History and Future of People on Earth
- ILEAPS – Integrated Land Ecosystem-Atmosphere Processes Study
- IMBER – Integrated Marine Biogeochemistry and Ecosystem Research
- IRG – Integrated Risk Governance Project
- LOICZ – Land-Ocean Interactions in the Coastal Zone
- MAIRS – Monsoon Asia Integrated Regional Study
- PAGES – Past Global Changes
- PECS – Programme on Ecosystem Change and Society
- SOLAS – Surface Ocean-Lower Atmosphere Study